# Stichting Centrum Milieuzorg

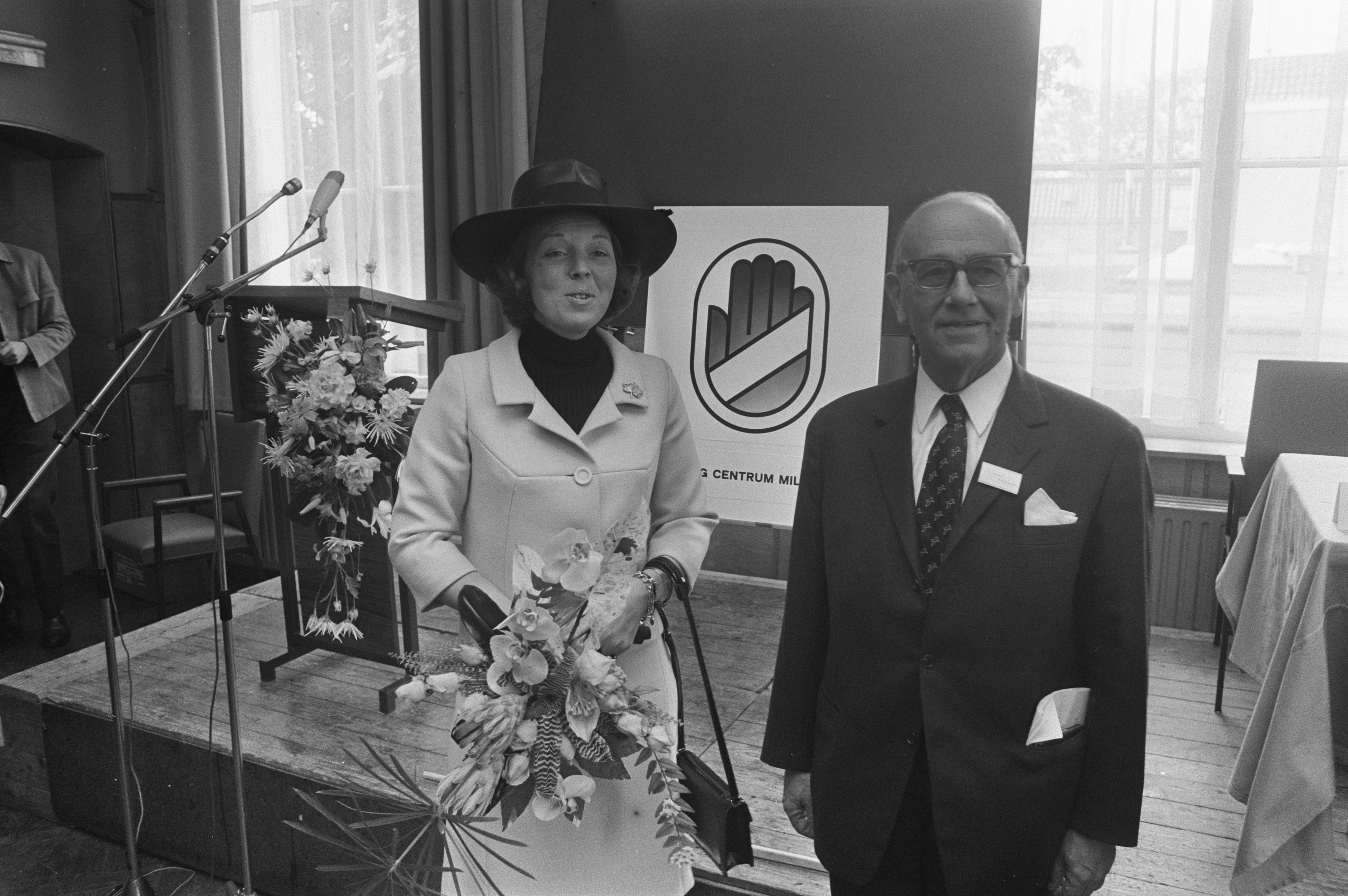
Prinses Beatrix bij de kadercursus voor vrouwen in Utrecht, georganiseerd door stichting Centrum Milieuzorg in 1972

De Stichting Centrum Milieuzorg was een Nederlandse milieuorganisatie die bestond van 1970 tot 1977. De belangrijkste activiteiten van de stichting betroffen het opzetten van een documentatiecentrum en het geven van voorlichting.
Centrum Milieuzorg werd opgericht door E.G. Aiking-van Wageningen en M.A. Morzer Bruijns. Het eerste project was een vijfdaagse kadercursus milieu-bewustwording voor bestuursleden van de Nederlandse vrouwenorganisaties. 
In 1972 was de stichting een van de oprichters van de Stichting Natuur en Milieu samen met Vereniging Natuurmonumenten, de Contact-Commissie voor Natuur- en Landschapsbescherming en de Nederlandse Vereniging tegen Water-, Bodem- en Luchtverontreiniging, waarin de stichting uiteindelijk geheel opging. In 1977 werd de Stichting Centrum Milieuzorg opgeheven.